# 4. ceremonia wręczenia nagród British Academy Games Awards

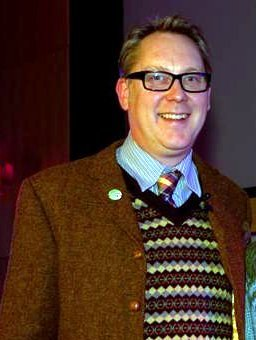
Vic Reeves był gospodarzem 4. ceremonii rozdania BAFTA Games Awards.

4. ceremonia wręczenia nagród British Academy Games Awards za końcówkę roku 2006 i rok 2007, zwana ze względu na sponsoring British Academy Video Games Awards in Association with PC World, odbyła się 23 października 2007 roku w Battersea Park w Londynie. Galę poprowadził brytyjski komik i prezenter telewizyjny Vic Reeves. Najwięcej nagród i nominacji otrzymała gra Wii Sports, ale to BioShock zdobył nagrodę na najlepszą grę.

## Zwycięzcy i nominowani

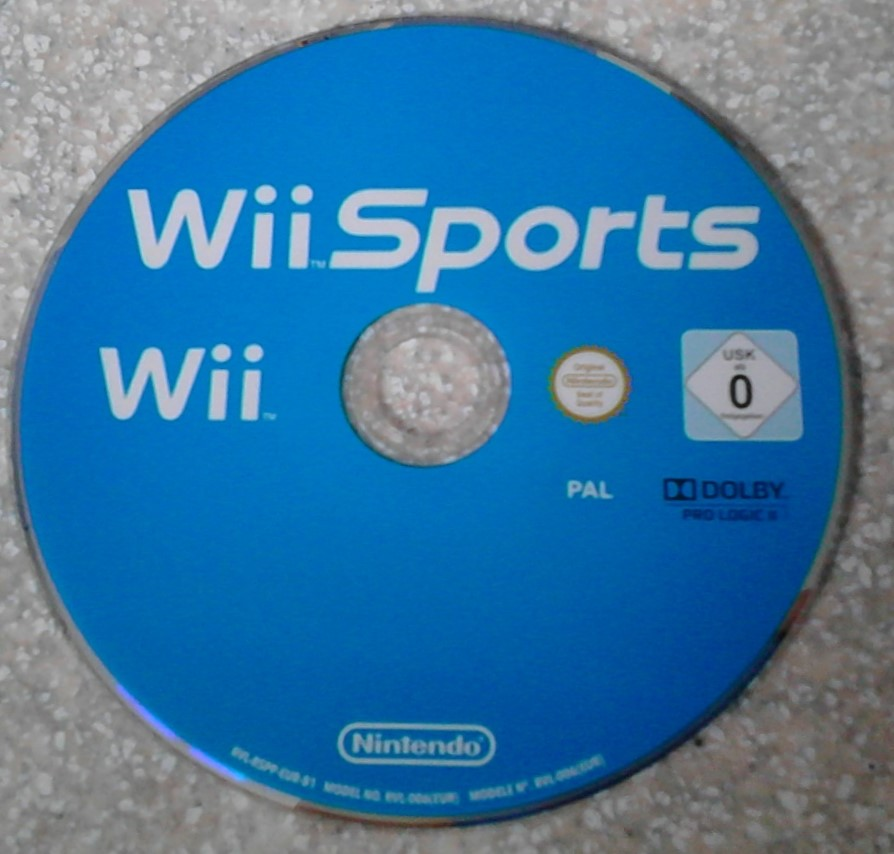
Gra Wii Sports zdobyła najwięcej nagród i otrzymała najwięcej nominacji.

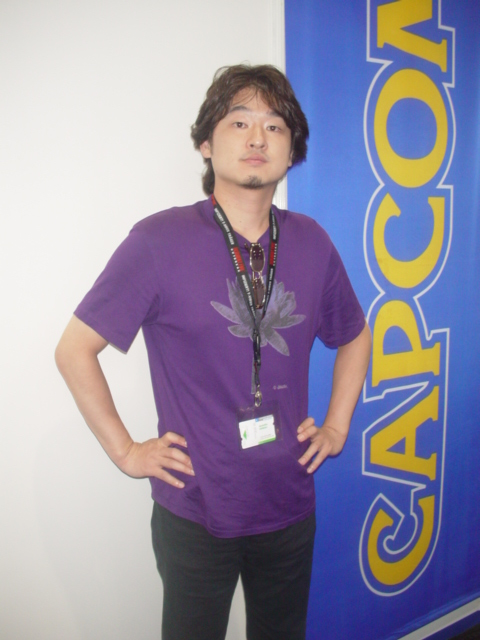
Atsushi Inaba – producent gry Ōkami. Otrzymał dwie nagrody – za najlepszą muzykę oryginalną i za osiągnięcie artystyczne.

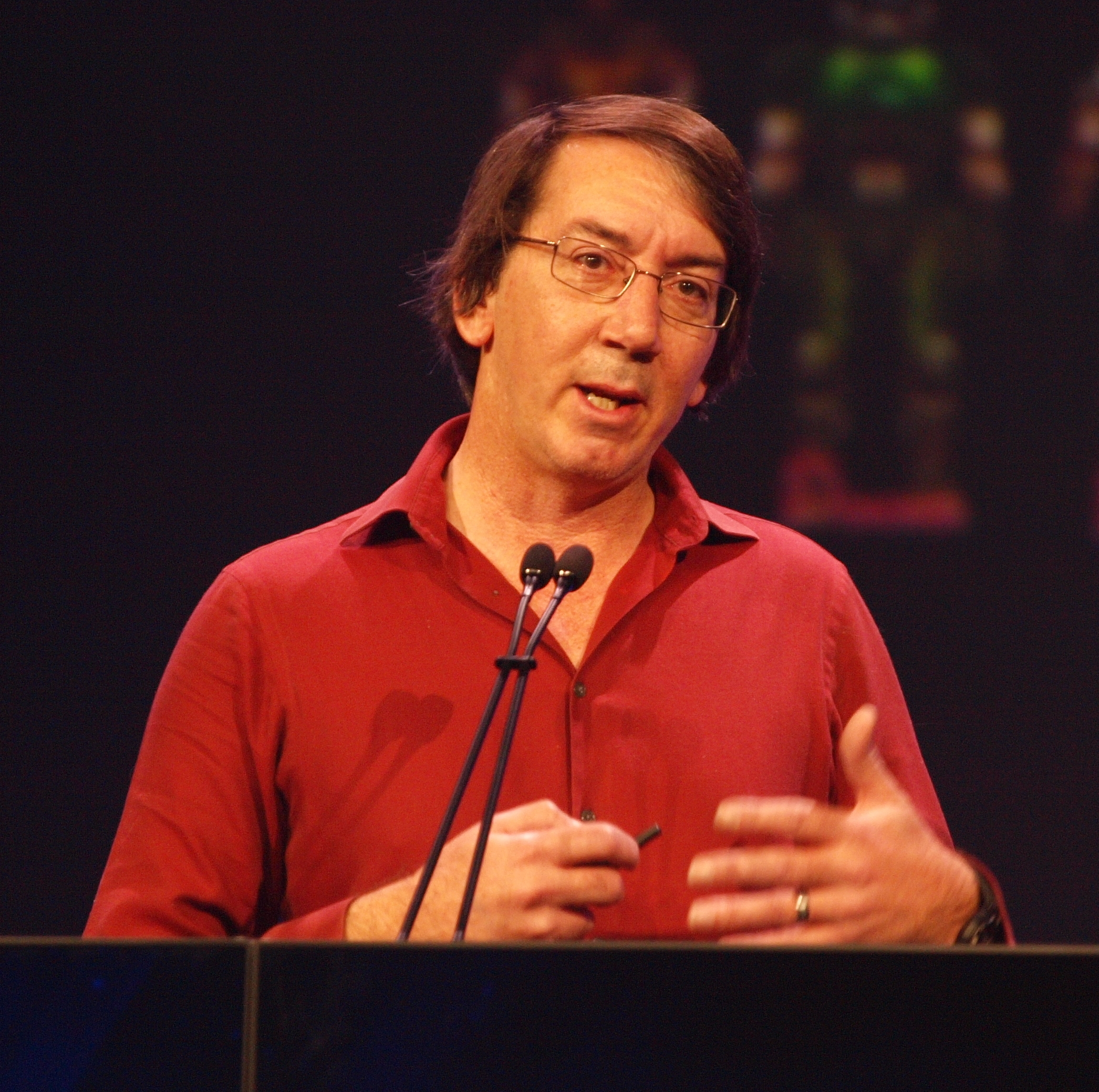
Will Wright – projektant kultowych gier symulacyjnych takich jak seria The Sims i SimCity, zdobywca nagrody BAFTA Fellowship.

Zwycięskie gry zostały wyróżnione pogrubioną czcionką

### Nagrody BAFTA – Kategorie konkurencje
| Akcja i przygoda (Action And Adventure) - Crackdown – zespół produkcyjny - Gears of War – Rod Fergusson, Michael Capps, Cliff Bleszinski - God of War II – Cory Barlog, Michael Cheng, Eric Williams - The Legend of Zelda: Twilight Princess – zespół produkcyjny - The Orange Box – zespół produkcyjny - Ratchet And Clank: Tools Of Destruction – zespół produkcyjny | Casual (Casual) - Wii Sports – zespół produkcyjny - Big Brain Academy – zespół produkcyjny - Cake Mania – zespół produkcyjny - Guitar Hero II – zespół produkcyjny - More Brain Training – zespół produkcyjny - SingStar – zespół produkcyjny |
| Gra sportowa (Sports) - Wii Sports – zespół produkcyjny - Colin McRae: DiRT – Gavin Raeburn, Matt Horsman, Alex Grimbley - FIFA 08 – zespół produkcyjny - Football Manager 2008 – zespół produkcyjny - MotorStorm – Mick Hocking, Martin Kenwright, Pete Smith - Virtua Tennis 3 – zespół produkcyjny                                                                   | Multiplayer (Multiplayer) - Wii Sports – zespół produkcyjny - Battlefield 2142 – zespół produkcyjny - Crackdown – zespół produkcyjny - Guitar Hero II – zespół produkcyjny - World in Conflict – zespół produkcyjny - World of Warcraft: The Burning Crusade – zespół produkcyjny                                                                                              |
| Najlepsza gra (Best Game) - BioShock – zespół produkcyjny - Crysis – zespół produkcyjny - Gears of War – Rod Fergusson, Michael Capps, Cliff Bleszinski - Guitar Hero II – zespół produkcyjny - Kane And Lynch: Dead Men – zespół produkcyjny - Wii Sports – zespół produkcyjny                                                                                         | Oryginalna muzyka (Original Score) - Ōkami – Atsushi Inaba - Final Fantasy XII – Hitoshi Sakimoto, Nobuo Uematsu - God of War II – Clint Bajakian, Jonathan Mayer, Chuck Doud - Lair – John Debney, Ryan Hamlyn, Clint Bajakian - The Legend of Zelda: Twilight Princess – zespół produkcyjny - Viva Piñata – Grant Kirkhope                                                   |
| Oryginalność (Innovation) - Wii Sports – zespół produkcyjny - The Eye of Judgment – Kazuhito Miyaki, Yusuke Watanabe - Flow – Jenova Chen, Nicholas Clark, Austin Wintory - Ōkami – Atsushi Inaba - Super Paper Mario – zespół produkcyjny - Trauma Center: Second Opinion – zespół produkcyjny                                                                         | Osiągnięcie artystyczne (Artistic Achievement) - Ōkami – Atsushi Inaba - BioShock – zespół produkcyjny - Heavenly Sword – zespół produkcyjny - Ratchet & Clank: Tools of Destruction – zespół produkcyjny - Skate – zespół produkcyjny - Viva Piñata – Ryan Stevenson, Ed Bryan                                                                                                |
| Osiągnięcie techniczne (Technical Achievement) - God of War II – Tim Moss, Christer Ericson - Crackdown – zespół produkcyjny - Gears of War – Tim Sweeney, Ray Davis, Daniel Vogel - MotorStorm – Scott Kirkland, Martin Kenwright, Pete Smith - Ōkami – Atsushi Inaba - Uncharted: Fortuna Drake’a -zespół produkcyjny                                                 | Rozgrywka (Gameplay) - Wii Sports – zespół produkcyjny - Crackdown – zespół produkcyjny - Gears Of War – Cliff Bleszinski, Ray Davis, Lee Perry - The Legend of Zelda: Twilight Princess – zespół produkcyjny - Sega Rally – zespół produkcyjny - Warhawk – Dylan Jobe, Bruce Woodard, Brian Upton                                                                             |
| Scenariusz i postać (Story And Character) - God of War II – Cory Barlog, David Jaffe, Marianne Krawczyk - The Darkness – Denby Grace, Lars Johansson, Jerk Gustafsson - Final Fantasy XII – zespół produkcyjny - Heavenly Sword – zespół produkcyjny - Ōkami – Atsushi Inaba - The Simpsons Game – Matt Selman, Scot Amos                                               | Strategia i symulacja (Strategy And Simulation) - Wii Sports – zespół produkcyjny - Command & Conquer 3: Wojny o tyberium – zespół produkcyjny - Forza Motorsport 2 – zespół produkcyjny - Medieval II: Total War – Królestwa – zespół produkcyjny - Tom Clancy’s Rainbow Six Vegas – Chadi Lebbos, Alexandre Parizeau, Maxime Beland - World in Conflict – zespół produkcyjny |
| Wykorzystanie dźwięku (Use Of Audio) - Crackdown – zespół produkcyjny - Elite Beat Agents – zespół produkcyjny - Gears of War – Mike Larson, Lee Perry, Desmond Rogers - God of War II – Dave Murrant, Philip Kovats, Chuck Russom - Guitar Hero II – zespół produkcyjny - Skate – zespół produkcyjny                                                                   | |
| Źródło: BAFTA.org i Gry-Online | |

### BAFTA Fellowship
- Will Wright

### BAFTA Ones To Watch Award
Nagroda spoza standardowych kategorii, przyznana we współpracy z Dare to Be Digital.
- Ragnarawk – Malcom Brown, Robert Clarke, Peter Carr, Lynne Robertson, Finlay Sutton
  - Bear Go Home – Fengming Bao, Xi Deng, Yi Li, Guangyao Wang, Christopher Isaacs
  - ClimbActic – Jack Potter, Alan Campbell, Benjamin Rollinson, Zarek Cohen, Duncan Harrison

### The PC World Gamers Award
Gra roku wyłoniona w głosowaniu publicznym. Nagrodę sponsoruje PC World.
- Football Manager 2007
  - Dr Kawashima’s Brain Training
  - FIFA 07
  - Gears of War
  - Grand Theft Auto: Vice City Stories
  - Resistance: Fall of Man
  - Wii Play

## Gry, które otrzymały wiele nagród lub nominacji
| Nominacje | Gra                                                    |
| --------- | ------------------------------------------------------ |
| 8         | Tom Clancy’s Ghost Recon Advanced Warfighter           |
| 8         | LocoRoco                                               |
| 6         | We Love Katamari                                       |
| 5         | Guitar Hero                                            |
| 5         | Shadow of the Colossus                                 |
| 5         | The Elder Scrolls IV: Oblivion                         |
| 5         | Tomb Raider: Legenda                                   |
| 4         | Black                                                  |
| 4         | Lego Star Wars II: The Original Trilogy                |
| 3         | Dr. Kawashima's Brain Training: How Old Is Your Brain? |
| 3         | Electroplankton                                        |
| 3         | Football Manager 2006                                  |
| 3         | Hitman: Krwawa forsa                                   |
| 2         | Battlefield 2: Modern Combat                           |
| 2         | FIFA World Cup 2006                                    |
| 2         | Rockstar Games Presents Table Tennis                   |
| 2         | Rogue Trooper                                          |
| 2         | SingStar Rocks!                                        |
| 2         | The Movies                                             |

| Nagrody | gra                                          |
| ------- | -------------------------------------------- |
| 2       | Tom Clancy’s Ghost Recon Advanced Warfighter |
| 2       | LocoRoco                                     |
| 2       | Shadow of the Colossus                       |